# Daniele Dolfin (ur. 1748)
Daniele Dolfin (ur. 1748, zm. 1798) – wenecki dyplomata.
W 1767 roku poślubił Giustinianę Gradenigo.
Daniele Dolfin przybył w roku 1780  do Paryża w charakterze ambasadora Republiki Weneckiej, by zastąpić  Marco Zeno. Zamierzał wykształcić swego syna i córkę w kulturze francuskiej (syna kształcił u swego boku, a córkę oddał na nauki do zakonnic), oboje zmarli niedługo po przyjeździe i Dolfin musiał wrócić do Wenecji by tam je pochować. Jego żal był tak wielki, że po powrocie do Paryża unikał imprez towarzyskich i ograniczał kontakty z paryżanami. Jego misja zakończyła się w 1785 r. W 1786 roku został weneckim senatorem.